# Bastardia viscosa
Bastardia viscosa là một loài thực vật có hoa trong họ Cẩm quỳ. Loài này được (L.) Kunth mô tả khoa học đầu tiên năm 1822.